# ハリド・ジュファリ
ハリド・ジュファリ（Khaled Juffali、1958年1月1日 - ）はサウジアラビアの実業家。

## 概要
財閥「ジュファリグループ」の創業家出身。サウジアラビア有数の複合企業であるE.A.ジュファリ・アンド・ブラザーズの副会長であり、サウジアラビア通貨庁（中央銀行に相当）の理事を務める。

## 経歴
ジュファリは1958年1月1日にジッダで生まれた。彼はE.A.ジュファリ・アンド・ブラザーズの創設者であるアフメドジュファリの次男である。彼の母親は、エルサレムのカミルの孫娘であり、アミーンアルフセイニの姪であるスアドビントイブラヒムアルフセイニである。Khaledには、ワリド・ジュファリとタレク・アフメド・アル・ジュファリの2人の兄弟がいた。
ジュファリは、サンディエゴ大学で経営学の学位を取得する前に、レバノンとスイスで教育を受けました。 彼は2009年にメンローカレッジから経営学の名誉博士号を授与された。

## キャリア
ジュファリは、E.A.ジュファリ・アンド・ブラザーズのマネージングパートナー兼副会長である。彼はまた、ハリド・ジュファリ・カンパニー（KJC）、非公開投資会社、およびサウジドイツビジネス評議会の会長でもある。彼はサウジアラビア通貨庁の取締役会、および多数の投資会社の取締役会に所属している。

## 私生活
彼はサウジアラビアの仲間であるオルファット・アル・ムトラック・ジュファリと結婚しており、彼らには4人の子供がいる。2018年9月、彼はキプロス政府の投資による市民権プログラムを通じてキプロス国籍を取得した。